# 지바 뉴타운

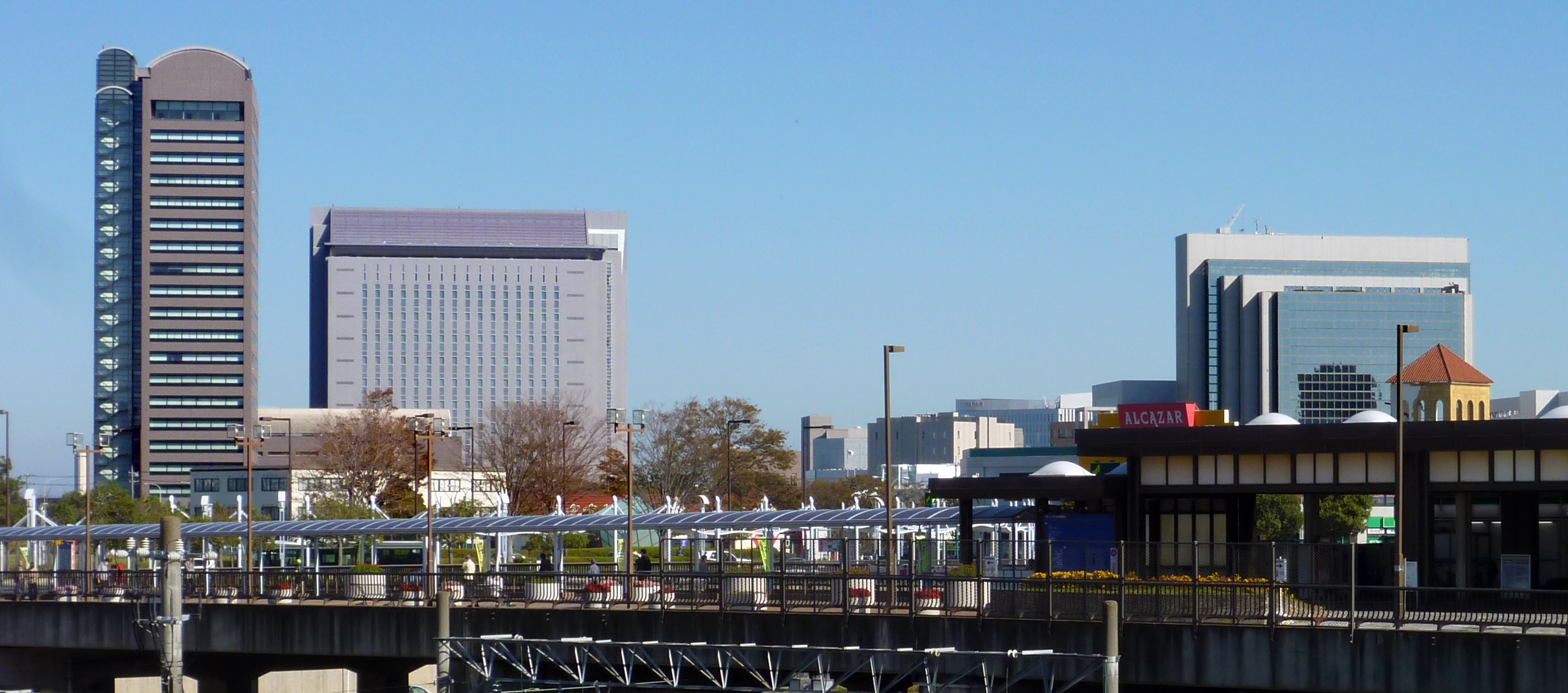
지바뉴타운추오 역 주변에 밀집하고 있는 고층 빌딩군

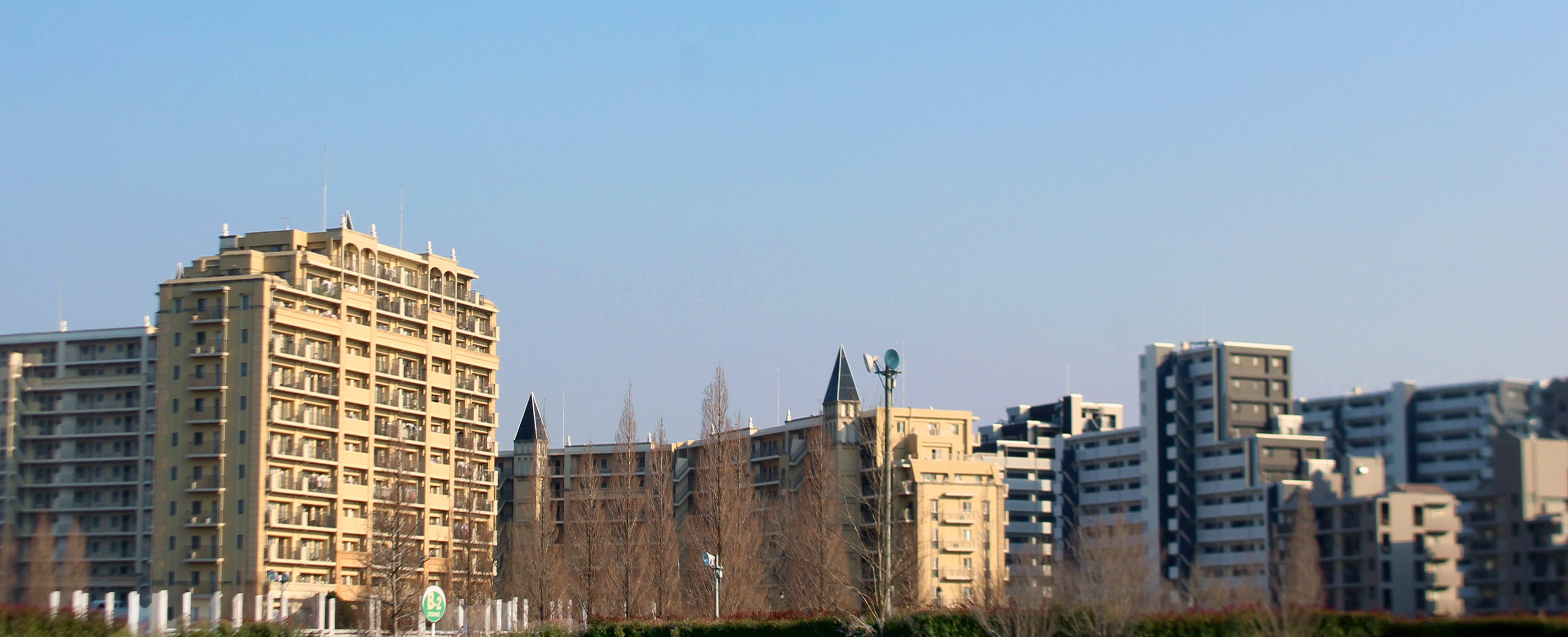
인자이마키노다이 역 주변의 아파트 군단

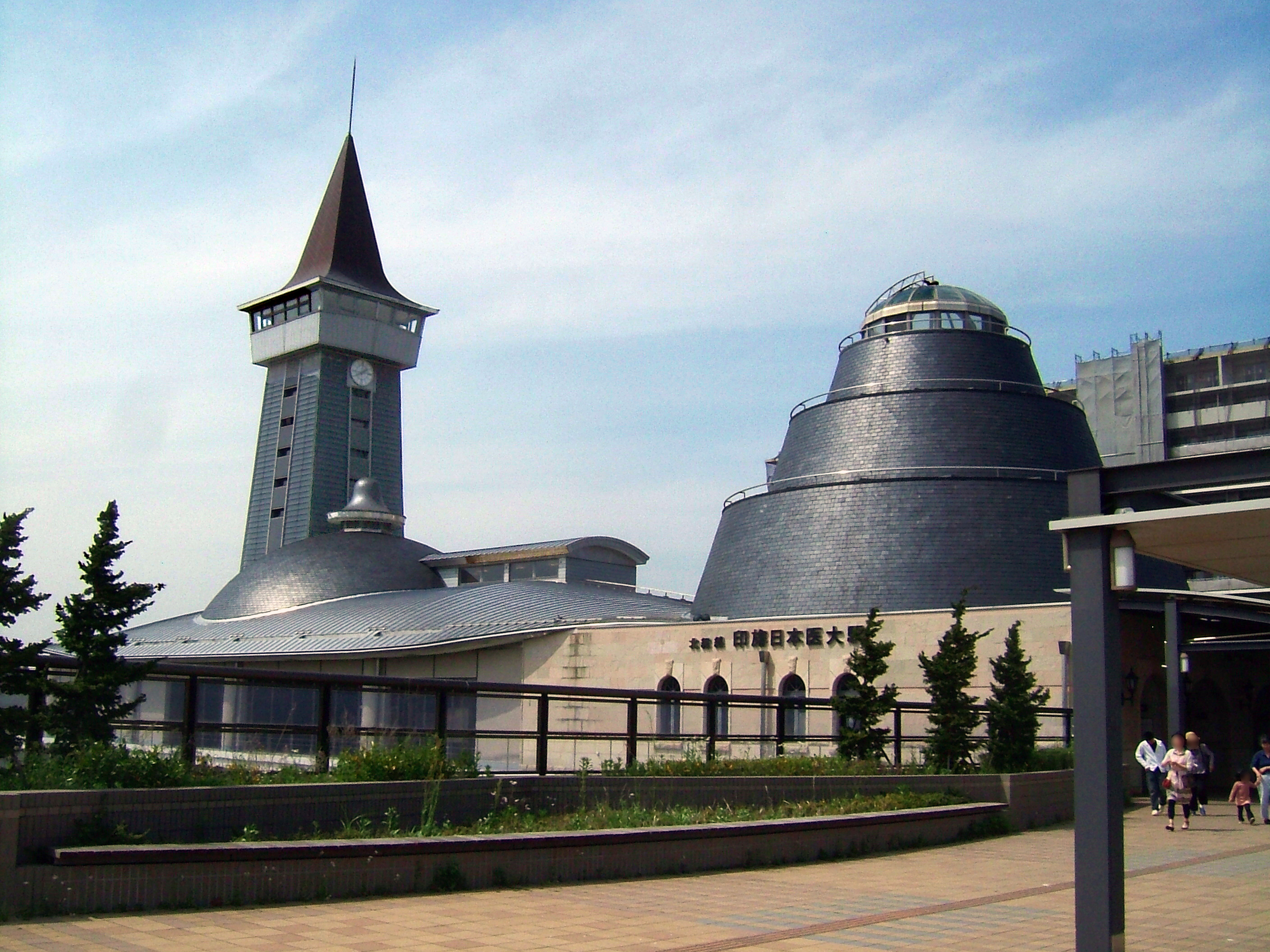
인바니혼이다이 역 (간토의 역 100선)

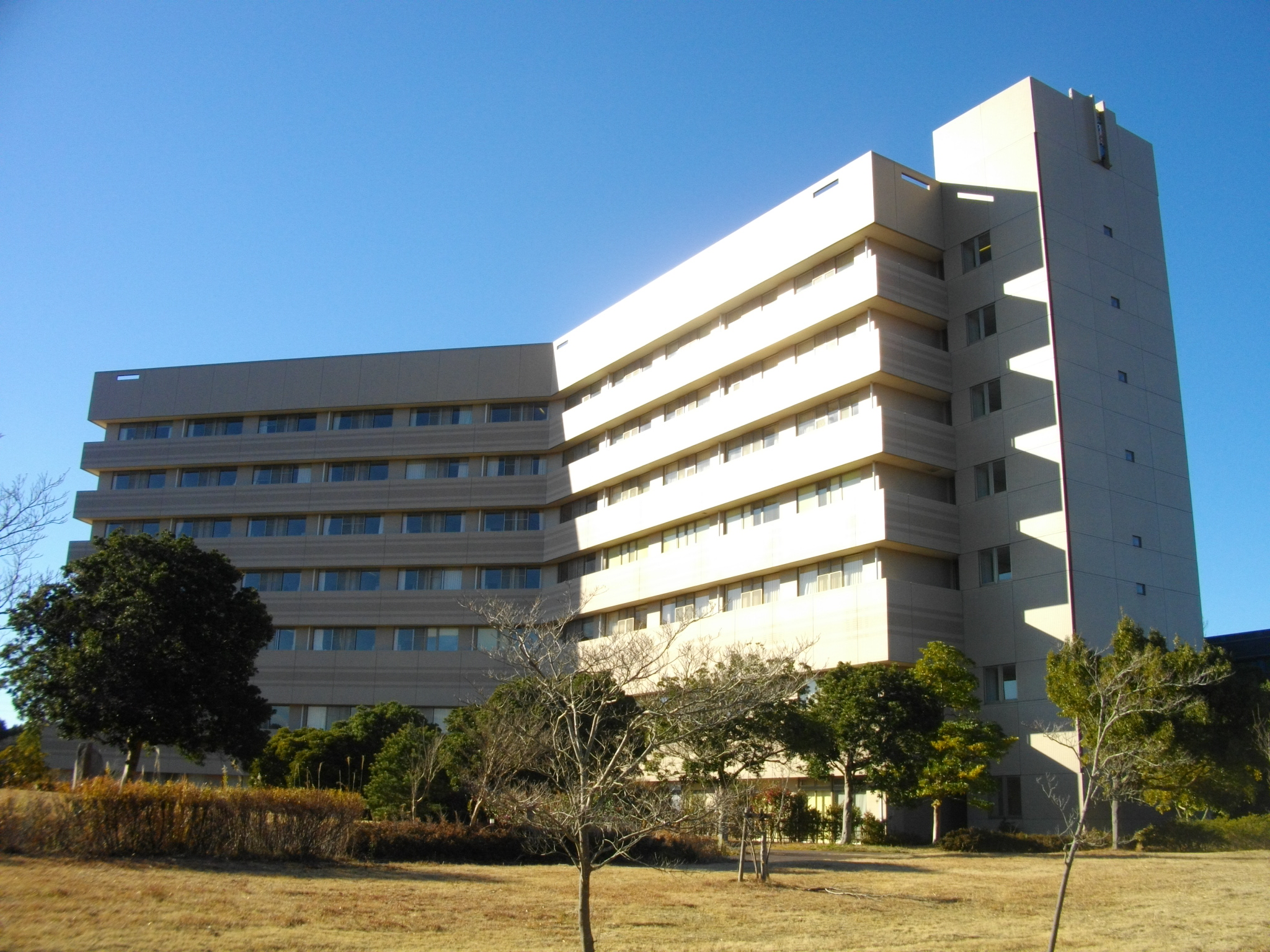
일본의과대학 지바키타 종합병원 전경

지바 뉴타운(일본어: 千葉ニュータウン)은 일본 지바현 시로이시, 인자이시, 후나바시시 등을 위시하고 있는 뉴타운이다. 그래서 업무핵도시로 지정되어 있지만, 지바 뉴타운 비즈니스 모델 지구는 도시경관 100선에 선정되었다. 1966년부터 사업 계획이 본격적으로 제정되면서, 당초 계획 인구는 34만명으로 센리 뉴타운과 센보쿠 뉴타운을 합친 크기로 계획될 것으로 예상하였으나, 당시 사업 구획에 지정된 면적은 2,912 ha로 예정되어 있다. 그리고 이 뉴타운은 다마 뉴타운의 포화 상태를 대비하기 위해 일본 정부가 수도권에 추가적인 신도시 건설 필요성이 대두되었기 때문에, 다마 뉴타운을 보조하려고 그렇게 꽤하는 것으로 드러나고 있다. 그리고 주변에 통과하는 국도는 464번 국도가 대표적인 것으로 나타나고 있다. 그리고 구성원 비율 중 주택 용지는 585ha로 전체의 30%만 차지하고 있는 특색을 가지고 있다.

## 시정촌 합병 과정
2003년 지바 뉴타운 일대에 자리잡은 일부 시정촌들이 통합하는 과정을 거쳤다. 대상 시정촌은 인자이시, 시로이시, 인바촌, 모토노촌 등 4개의 시, 촌 등을 합병하여 통합 호쿠소시로 발족시킬려고 계획했으나, 이 일대의 주민들 중 2004년 당시의 시로이시에 거주하고 있는 주민들이 투표에 참여하게 된 결과 반대 표가 찬성 표에 비해 2배가 넘는 수준에 이르게 되자, 어쩔 수 없이 해산된 상태이기도 하다. 이후에는 시로이시를 놔두고 통합이 무산됨과 동시에 이에 대한 계획이 실패하게 되어 있어 계속 미루어져 왔던 나머지 1시 2촌(인자이시, 인바촌, 모토노촌 등)의 합병으로 결국 대체됨에 따라, 시정촌 합병에 따른 특례 법률이 가결되자, 이에 따른 기한의 만기가 도래하게 되는 2010년 3월 이전을 목표로 계획됨에 따라, 2008년 10월 합병 문제에 관한 간담회가 개최되었고, 2009년 1월 합병협의회가 설치되었다. 합병 방식은 대체적으로 볼 때 통합 인자이시로 개편하려고 그렇게 꾀하는 내용이 담겨 있게 되는 것으로 보이게 되며, 기존 인자이시와 인바촌, 모토노촌 등 1시 2촌을 통합되는 신 인자이시 출범에 맞추어, 2010년 3월 23일 합병이 확정되면서 지바 뉴타운에 속하게 될 거대 통합시가 될 지역은 시로이시와 인자이시 체제로 양분되고 있다.

## 교통

### 철도
- 호쿠소 철도 호쿠소 선
- 게이세이 전철 나리타 공항선

### 버스
※ 노선버스만 기술되며, 커뮤니티 버스 등은 배제한다.
- 지바 레인보우 버스(일본어판)
- 후나바시 신케이세이 버스(일본어판)
- 가미카야 관광버스(일본어판)
- 나리타 공항교통(일본어판)

### 도로
국도
- 국도 제16호선
- 국도 제464호선
- 신치바 도로(일본어판) (464번 국도의 바이패스 도로)

현도 (주요 지방도)
- 지바현도 제4호선
- 지바현도 제59호선
- 지바현도 제61호선
- 지바현도 제65호선
- 지바현도 제64호선

현도 (일반)
- 지바현도 제189호선
- 지바현도 제190호선
- 지바현도 제191호선
- 지바현도 제192호선
- 지바현도 제193호선

## 같이 보기
- 나리타 뉴타운
- 지바 뉴타운 센터
- 다마 뉴타운
- 고호쿠 뉴타운
- 사이타마 신도심